# Benedetto Veterani
Benedetto Veterani (Urbino, 18 de outubro de 1703 - Roma, 12 de agosto de 1776) foi um cardeal do século XVIII

## Biografia
Nasceu em Urbino em 18 de outubro de 1703. De uma família patrícia dos condes de Montecalvo. O mais velho dos seis filhos do conde Antonio Veterani e da condessa Lisabetta Boni. Os outros irmãos eram Crescenzio (padre), Vittoria, Francesco, Lavinia e Camilla (freira).
Estudos iniciais em casa; mais tarde, o pai o enviou, junto com seus dois irmãos, para a célebre escola dos Escolápios em Urbino, onde se destacou no estudo do latim; depois, estudou filosofia e teologia; e doutorou-se em utroque iure , direito canônico e civil, na Universidade de Urbino.
Terminados os estudos, recebeu as ordens sacras e foi para Roma
Em Roma, conseguiu uma vaga no Collegio Piceno , onde pôde morar e continuar seus estudos jurídicos. Ele obteve o cargo de secretário do capítulo da basílica patriarcal do Vaticano, que cobrava um pequeno emolumento de vinte e quatro escudos por ano. Tornou-se aiuto di studio do Advocate Guerra; e depois de Monsenhor Xaverio Giustiniani, subdatário. O cardeal Domenico Rivera, seu parente, nomeou-o seu auditor em 1733 e foi seu conclavista na eleição papal de 1740; nessa ocasião conheceu e tornou-se amigo do Cardeal Pierre-Guérin de Tencin, que o recomendou ao novo Papa Bento XIV. Agente da cidade de Fabriano em Roma, 1741. Camareiro particular participantede Sua Santidade. Cônego da patriarcal basílica vaticana, 21 de setembro de 1743. Em 1753, foi capazgato apostólico de levar o barrete vermelho ao novo cardeal Giovanni Francesco Stoppani, presidente de Urbino, em Pesaro. Promotor da fé e coadjutor do Advogado Consistorial Giuseppe Ascevolini, de Bertinoro, julho de 1754. Consultor da SC dos Ritos. Referendário dos Tribunais da Assinatura Apostólica da Justiça e da Graça, 24 de setembro de 1755. Votante do Tribunal da Assinatura Apostólica da Graça. Sempre sentiu grande afeição e admiração pela Companhia de Jesus e, esperando que os jesuítas pudessem ajudá-lo no avanço de sua carreira, tornou-se um assíduo visitante do padre-geral, Lorenzo Ricci. Com a eleição do Cardeal Carlo Rezzonico, seniore, ao papado como Papa Clemente XIII, que era muito próximo dos jesuítas, Monsenhor Veterani viu sua fortuna melhorar. Foi nomeado assessor da Suprema Corte da Inquisição Romana e Universal, no final de setembro de 1759. Logo depois, foi condecorado com a cruz de graça da Ordem Soberana de Malta. Foi promovido a cardinalato com o apoio da Companhia de Jesus; Monsenhor Mario Compagnoni Marefoschi, secretário do SC de Propaganda Fide, que sempre se opôs claramente à política, foi excluído desta promoção; a cidade de Roma expressou sua forte desaprovação pela respectiva promoção e exclusão; O cardeal Pietro Paolo Conti, de seu leito de enfermo, escreveu ao papa dizendo que teria renunciado voluntariamente a seu cardinalato em favor de monsenhor Marefoschi.
Criado cardeal diácono no consistório de 26 de setembro de 1766; recebeu o chapéu vermelho em 30 de setembro de 1766; e a diaconia de Ss. Cosma e Damiano, 1º de dezembro de 1766. Atribuído à SS. CC. do Conselho Tridentino, Ritos, Índice de Livros Proibidos, Avignon e Loreto. Protetor de Mondolfo, uma comuna perto de Urbino. Abade commendatario de S. Nicola di Ferrara, janeiro de 1767. Prefeito da SC do Índice, abril de 1767 até sua morte. Abade commendatario de S. Sisto, Iesi, e de S. Pietro in Vincoli, Ravenna, abril de 1767. Participou do conclave de 1769, que elegeu o Papa Clemente XIV. Nessa época de sua vida, ele havia perdido quase totalmente a visão. Participou do conclave de 1774-1775, que elegeu o Papa Pio VI. Por causa de suas enfermidades e fraqueza de espírito, ele não foi autorizado a participar dos consistórios e congregações, tornando-se recluso em seu quarto. Ele era famoso pela solidez de sua doutrina e sua assistência aos pobres.
Morreu em Roma em 12 de agosto de 1776, às 21 horas, de febre alta e disenteria, após receber os sacramentos da Igreja, em Roma. O corpo foi embalsamado, vestido com o hábito cardinalício e exposto na antiga câmara do palácio onde vivia; três altares foram erguidos na câmara para a celebração de missas fúnebres; seu corpo foi transportado em uma carruagem, acompanhado pelo cura de S. Biagio della Pagnotta, sua paróquia, para o Filippiniigreja de S. Maria em Vallicella, onde também teve lugar o funeral, na presença do papa, que deu a absolvição final; e o Sagrado Colégio dos Cardeais; o corpo, vestido com as vestes diaconais, foi colocado em uma cama alta cercada por cem velas de cera e quatro tochas de cera amarela. A missa fúnebre foi celebrada pelo Cardeal Leonardo Antonelli. O corpo do saudoso cardeal foi colocado nos três caixões habituais e sepultado, segundo o seu testamento, naquela mesma igreja (1) . Em seu testamento, ordenou a celebração de 1000 missas para o repouso de sua alma.